# Цензура в Білорусі

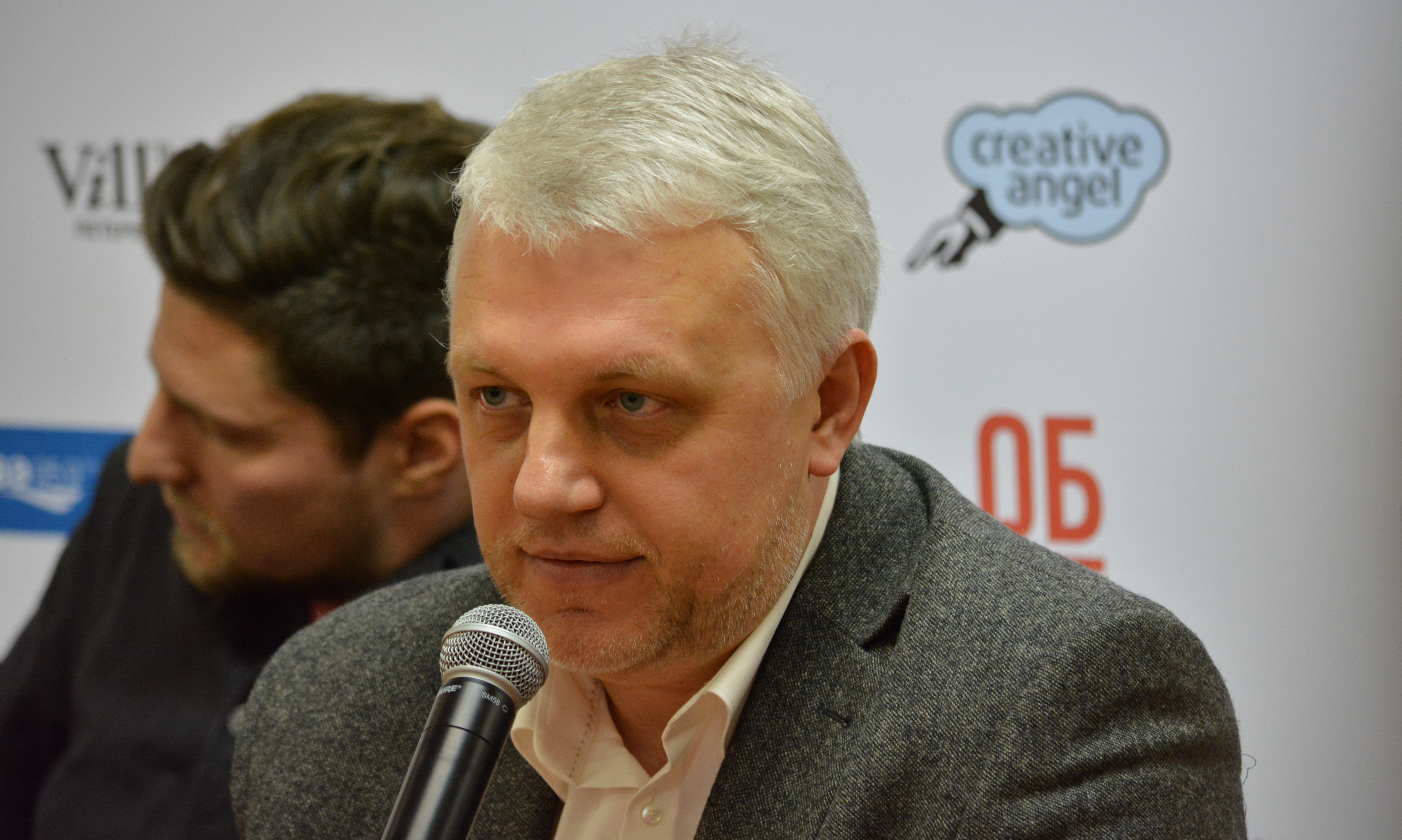
Журналіст-розслідувач Павло Шеремет був убитий у своєму замінованому автомобілі 20 липня 2016 року.

Цензура в Білорусі, хоча і де-юре заборонена конституцією країни, де-факто існує в низці законів, наприклад існує закон, який передбачає покарання за наклеп на Президента Білорусі позбавленням волі на строк до п'яти років, або інший закон, який передбачає покарання двома роками ув'язнення за створення негативного образу Білорусі закордоном.
Свобода преси в Білорусі залишається вкрай обмеженою. Державні ЗМІ підпорядковуються президенту, а переслідування та цензурування незалежних ЗМІ є звичним явищем. Уряд систематично залякує як незалежні білоруські, так і іноземні ЗМІ, особливо за висвітлення погіршення економічної ситуації та порушення прав людини. Журналістів переслідують і затримують за повідомлення про несанкціоновані демонстрації або за роботу в незареєстрованих ЗМІ. Декількох журналістів було вбито за підозрілих обставин. Більшість білоруських незалежних видань практикують самоцензуру.
Міжнародна недержавна організація «Репортери без кордонів» 2021 р. поставила Білорусь на 158 місце зі 180 країн в індексі свободи преси. У звіті правозахисної організації «Freedom House» за 2011 рік Білорусь набрала 92 бали за шкалою свободи преси, оскільки режим Лукашенка систематично обмежує свободу преси. Ця шкала простягається від 10 балів (найбільш вільна преса) до 99 (найменш переслідувана преса. Цей показник поставив Білорусь на 9-те місце з кінця серед 196 країн, включених до звіту, із статусом «Невільна преса».
У відповідь на протести в Білорусі (з 2020) навесні 2021 р. Національні збори режиму Лукашенка прийняли зміни до законів про ЗМІ, масові заходи, протидію екстремізму, правоохоронну діяльність, Кодекс про адміністративні правопорушення та Кримінальний кодекс. На думку експертів, пакет нормативно-правових актів, засуджений Комітетом захисту журналістів, додатково пригнічує свободу слова та право на поширення інформації. За словами голови Білоруської асоціації журналістів Андрія Бастунця, поправки були внесені, щоб узаконити репресивну практику щодо засобів масової інформації, яка широко застосовується з 2020 року, нехтуючи конституцією та міжнародними договорами. Експерти зазначають, що багато формулювань законів навмисно розмиті, тому практично будь-яку непопулярну публікацію можна кваліфікувати як порушення, наприклад, нанесення шкоди національним інтересам. Водночас те, що становить «національний інтерес», визначається чиновниками, які ототожнюють це з інтересами збереження режиму Лукашенка. Зокрема, фактично забороняється стримування несанкціонованих дій (хоча санкції на них від опонентів режиму неможливо отримати). За будь-яку критику влади, автор ризикує бути притягнутим до відповідальності за статтею «про дискредитацію Республіки Білорусь» і отримати до чотирьох років в'язниці. З 2020 року блокування соціально-політичних сайтів («Naviny.by», «Салідарнасць», «Єврорадіо» та десятки інших) набуло широкого поширення, що суттєво вплинуло на їхній трафік та доходи від реклами.

## Обов'язковість реєстрації та державний контроль над ЗМІ

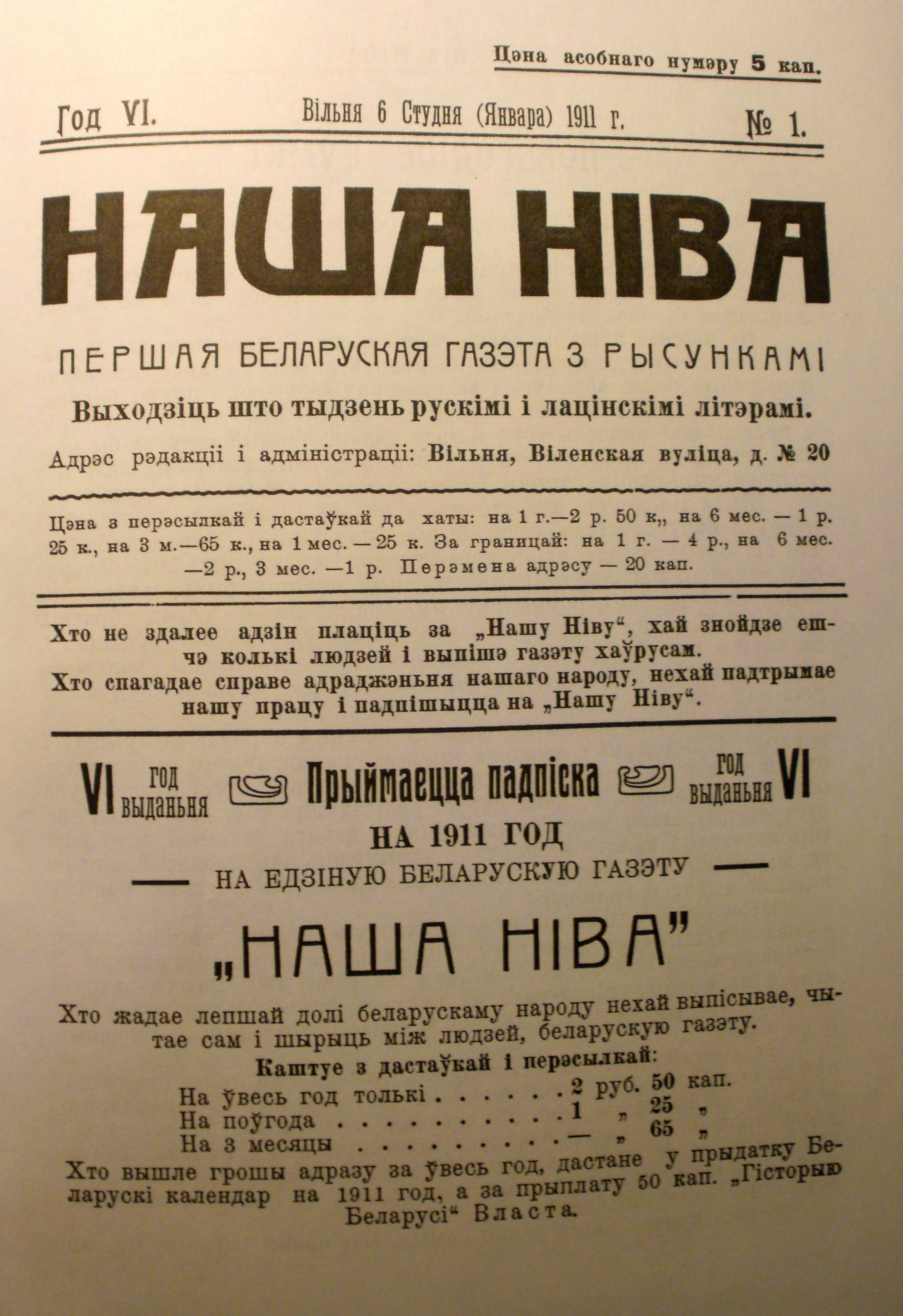
З 2005 року газета «Наша Ніва» більше не продається в мережі розповсюдження, контрольованій державою.

Міністерство інформації Республіки Білорусь було створене в 2001 році та виконує функцію білоруського регулятора засобів масової інформації. Процедури ліцензування та реєстрації є непрозорими та політизованими. Із 2009 року всі ЗМІ, включаючи вебсайти, повинні зареєструватися, інакше їх можуть закрити. Незалежні видання були змушені використовувати іноземні домени в інтернеті, щоб уникнути блокування. Виданням, які «загрожують інтересам держави», також може бути відмовлено в акредитації та примусово розпущено.
В лютому 2009 року було створено Громадську координаційну раду у сфері масової інформації, спрямовану на: координацію взаємодії державного управління, громадських об'єднань та інших організацій, що здійснюють діяльність у сфері масової інформації; забезпечення правильного застосування Закону про ЗМІ та іншого законодавства у сфері масової інформації.
Із грудня 2014 року вебсайти можуть бути заблоковані навіть без рішення суду, після двох попереджень протягом 12 місяців. Критерій визнання чогось засобом масової інформації було розширено та було посилено відповідальність за вміст, включаючи коментарі користувачів.
У серпні 2014 року була створена державна комісія для оцінки того, чи містять засоби масової інформації «екстремістські» матеріали, які можуть бути заборонені відповідно до Закону про боротьбу з екстремізмом, ухваленого 2007 року.
Під час протестів в Білорусі в 2020 році «Комсомольської правди в Білорусі» спочатку не вдалося надрукувати три випуски, а виданню «Народна воля» не вдалось надрукувати один випуск (обидві газети мали контракт з підконтрольною уряду друкарнею). Білоруська асоціація журналістів заявила, що справжньою причиною стали не технічні проблеми, а спроба приховати інформацію про акції протесту та порушення прав людини. Дві інші незалежні газети («Белгазета» та «Свободные новости») також не змогли надрукувати свої випуски в Білорусі. Нові випуски «Комсомольської правди» та «Народної волі» друкувались у Росії, але державна мережа газетних кіосків «Білсоюздрук» відмовилась їх реалізовувати. Ці газети також повідомляли, що поштова служба затримувала доставку за передплатою.
Брестська обласна друкарня, в якій «Брестская газета» друкувалася 18 років, без будь-якої на те причини відмовилася друкувати видання починаючи з 2021 року. 19 січня 2021 року стало відомо, що газета припиняє виходити через те, що всі білоруські друкарні відмовилися друкувати газету.
У березні 2021 року в односторонньому порядку «Білсоюздруку» припинив поширення журналів «Нашай Нівы»: «Наша гісторыя», «Асцярожна: дзеці!» і «Дуду», — «Белкнига», дочірня мережа магазинів Міністерства інформації Республіки Білорусь, також відмовилася їх продавати, в квітні теж зробила «Академкнига», яка належить Національній академії наук Білорусі, також стало відомо, що «Белпошта» розриває договір з їх видавцем з липня 2021 року.

## Державний контроль за телерадіомовленням
Держава зберігає фактичну монополію серед білоруських засобів масової інформації. Загальнонаціональне мовлення ведуть лише засоби масової інформації які належать державі, а контент на менших телевізійних каналах та радіостанціях жорстко обмежений. Уряд заборонив розповсюдження більшості незалежних та опозиційних газет державними поштовими та кіосковими системами, змусивши видавництва продавати свої газети безпосередньо в своїх приміщеннях та використовувати волонтерів для доставки примірників, яких влада іноді переслідує та арештовує.
Російським ЗМІ дозволяється транслювати телевізійні програми, продавати газети та вести журналістську діяльність в Білорусі (хоча деякі російські журналісти були вислані білоруським урядом), тим самим надаючи деяким представникам громадськості, як правило, з міст де проживає багато росіян, доступ до альтернативної точки зору російською мовою. Кілька опозиційних ЗМІ ведуть трансляції із сусідніх країн, намагаючись представити білорусам альтернативні точки зору. Найпопулярнішими з них є телеканал «Белсат» та Європейське радіо для Білорусі.
У 2014—2015 роках десятки журналістів-фрілансерів були оштрафовані за роботу з іноземними ЗМІ (включаючи білоруськомовні ЗМІ, що базуються в ЄС) без офіційної державної акредитації від МЗС, як передбачено статтею 22.9(2) Кодексу про адміністративні правопорушення. Журналістів оштрафували на кілька сотень рублів саме за публікацію в іноземних ЗМІ, а не за зміст їхньої роботи. Також в них вилучали комп'ютерне обладнання. Розгляд їхніх справ відбувався із порушеннями, зокрема суди відмовлялись заслуховувати свідків захисту, а апеляційні скарги відхилялись. Кримінальне переслідування журналістів-фрілансерів було засуджено Білоруською асоціацією журналістів (БАЖ), яка визнала це грубим порушенням стандартів свободи слова, а також представником ОБСЄ з питань свободи ЗМІ та Європейською федерацією журналістів (EFJ). Починаючи з квітня 2014 року на 38 журналістів-фрілансерів було накладено штраф у розмірі 600—1500 рублів на загальну суму понад 24000 рублів — деяких з них неодноразово притягали до відповідальності та штрафували.
В 2012 році найбільша білоруська державна мережа MTIS припинила мовлення загальноєвропейського каналу Euronews з непояснених причин. Euronews був останнім незалежним телеканалом, вільно доступним у Білорусі.

## Звинувачення, напади та погрози журналістам
2014 року медіасередовище в Білорусі залишалося надзвичайно обмеженим. Понад 20 журналістів були допитані, попереджені або оштрафовані у 2014 році за «незаконне виробництво та розповсюдження медіапродукції». Багато хто зазнав таких утисків за роботу без акредитації на іноземних ЗМІ, які базуються в Польщі та Литві. Деяким іноземним журналістам було відмовлено в акредитації на чемпіонаті світу з хокею. Деяким відмовили у в'їзді на кордоні, інші повинні були отримати окрему акредитацію для висвітлення питань, не пов'язаних зі спортом.
Необґрунтовані затримання, арешти та переслідування журналістів є буденністю в Білорусі. Законодавство про боротьбу з екстремізмом націлене на незалежну журналістику, включаючи матеріали, які критикують Президента Білорусі. Засоби масової змушені утримуватись від об'єктивного висвітлення подій щоб уникнути свого закриття.
Цензура в Білорусі, хоча і заборонена конституцією країни, запроваджена низкою законів. Діє закон, який передбачає покарання за образу Президента Білорусі позбавленням волі на строк до п'яти років, а також закон, який передбачає покарання двома роками ув'язнення за створення негативного образу Білорусі закордоном.
- Білоруського журналіста Андрія Пачобута неодноразово звинувачували у наклепі на Президента починаючи з 2011 року. У вересні 2013 року прокурор зняв усі звинувачення за відсутністю доказів та звільнив його від трирічного умовного покарання.
- В листопаді 2014 року журналіст Олександр Алесін із незалежної газети «Белорусы и рынок[be]» був затриманий Комітетом державної безпеки, а потім звинувачений у шпигунстві та державній зраді через те, що він писав на військову тематику, пов'язану із війною на сході України.

### 2020
Повідомлялося про кілька випадків перешкоджання діяльності журналістів зі сторони посадовців перед президентськими виборами 2020 року. В Могильові 5 серпня був заарештований журналіст Олександр Бураков, який співпрацював із Deutsche Welle. Його звинуватили в хуліганстві. Естонський журналіст з Eesti Rahvusringhääling Антон Алексєєв повідомив, що його змусили припинити відеозапис автозаків в центрі Мінська, погрожуючи арештом. Антон Трофимович з Радіо Свобода був заарештований 15 липня під час ведення прямої трансляції. Під час арешту йому зламали ніс. Невдовзі його звільнили і він спробував задокументувати побої, але біля лікарні його знову заарештували. Кількох інших журналістів неодноразово заарештовували під час виборчої кампанії. В період з 20 травня до 20 липня, за приблизними оцінками, було заарештовано понад 40 журналістів.

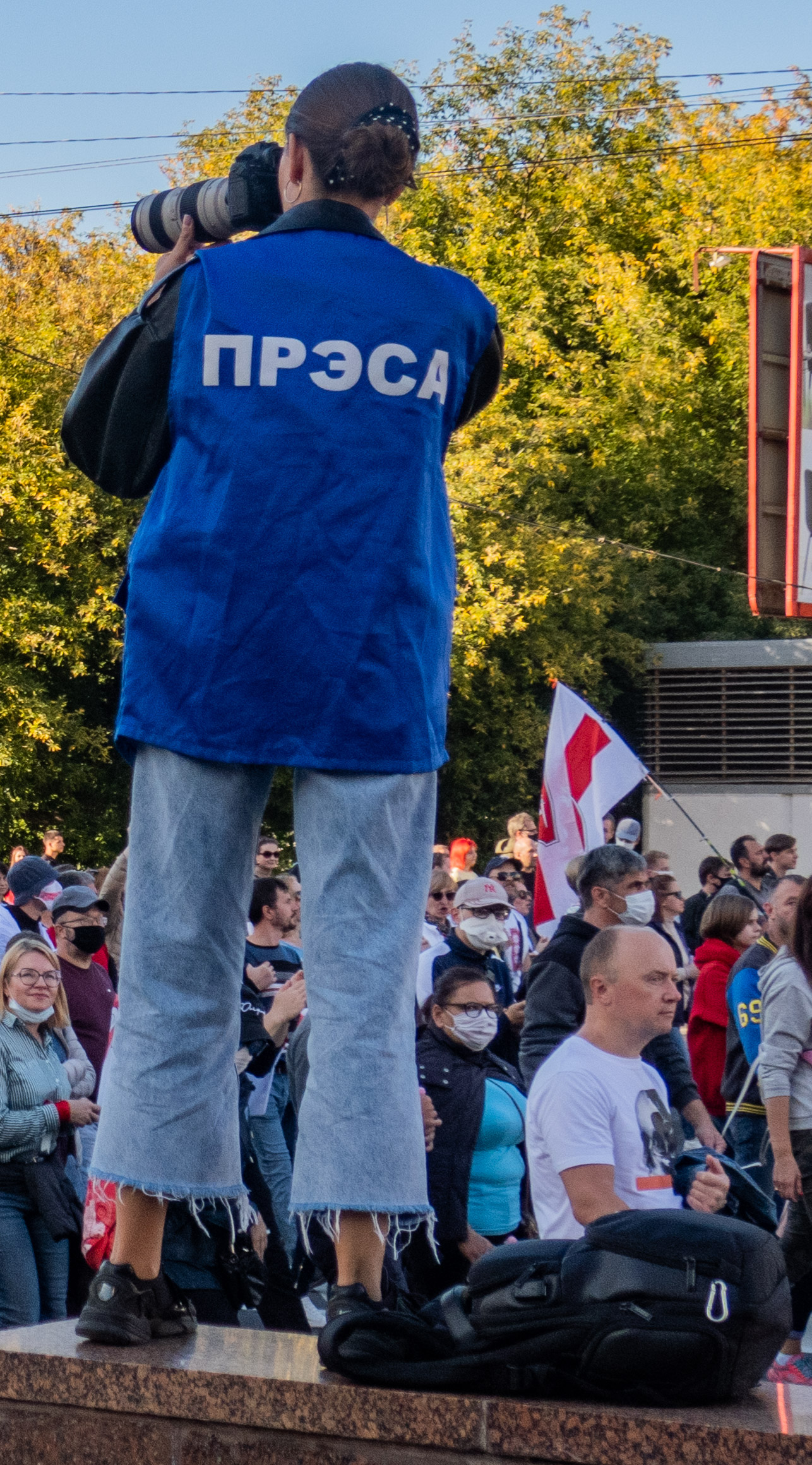
Фотожурналіст у куртці з написом «Press» фотографує протестну акцію. Мінськ, 20 вересня 2020

Під час протестів після виборів в серпні 2020 року, в різних містах Білорусі було заарештовано кілька незалежних журналістів. За заявою Білоруської асоціації журналістів, 10 серпня внутрішні війська та інші урядові сили навмисно стріляли гумовими кулями в незалежних журналістів у Мінську (серед яких були журналісти TUT.BY та Наша Ніва), які носили спеціальні світловідбивні жилети та мали посвідчення журналістів. Головний редактор «Нашої Ниви» зник цієї ночі, але йому вдалося надіслати SMS дружині, повідомивши що його заарештували. Станом на 13:30 за місцевим часом, його доля була невідомою, а сайт «Нашої Ниви» не мав жодного оновлення протягом багатьох годин після його арешту. Він був звільнений 12 серпня. Деякі журналісти, в тому числі іноземні, отримали легкі поранення під час придушення протестів. Гумова куля потрапила в пластикове посвідчення фотокореспондента Getty Images Міхала Фрідмана. Кількох російських журналістів, як з державних ЗМІ, так і з незалежних, затримали, але незабаром звільнили. 11 серпня повідомлялося, що міліціонери та інші правоохоронці примусово відбирали картки пам'яті у багатьох журналістів, які висвітлювали акції протесту в Мінську та Гродно, змушували їх видаляти фотографії або іноді розтрощували їхні камери.
Журналістів вебпорталу «Onliner.by» затримали в Мінську, розбили камеру, після чого відпустили. Російська служба BBC повідомила, що троє їхніх журналістів були побиті правоохоронцями, а в одного з журналістів відібрали посвідчення. Російський журналіст Микита Теліженко був жорстоко побитий в білоруській в'язниці: його затримали в Мінську і відправили до слідчого ізолятора в місті Жодино через переповненість мінських в'язниць. Там його били по нирках, ногах і шиї, але незабаром його відпустили на вимогу російського посольства. 12 серпня в Гомелі під час висвітлення акції протесту був затриманий журналіст «Белсату» Євген Меркіс. Попри те, що він був там як журналіст, наступного дня місцевий суд засудив його до 15 днів арешту за «участь у несанкціонованому масовому заході». Незабаром, він був звільнений, але 21 серпня був знову затриманий і отримав ще 5 днів арешту. Заарештованого російського журналіста Артема Важенкова звинувачують у масових заворушеннях (до 15 років ув'язнення). Журналіст вебпорталу «hrodna.life» Руслан Кулевич, який був затриманий 11 серпня, був випущений 14 серпня з переломами обох рук. Журналіст «Белсату» Станіслав Івашкевич, затриманий 9 серпня в Мінську під час висвітлення виборчого процесу, стверджував, що його змусили пройти повз ряди силовиків, які били кийками всіх, хто проходив повз них. Журналістів «Белсату» Дмитра Казакевича та В'ячаслава Лазарєва, а також незалежного журналіста Ігора Матвєєва, затримали у Вітебську 9 серпня під час висвітлення акцій протесту. Казакевич був засуджений до 10 днів арешту; Лазарєв (оператор) був звільнений через 8 годин, але всі зняті ним відео були видалені. Подібні випадки повторювались ще багато разів і стали систематичними.
27 серпня близько 50 журналістів були затримані і доставлені до відділку поліції, коли розпочався протестний мітинг проти режиму Лукашенка. Їх затримали на кілька годин, перевірили документи та смартфони. Четверо журналістів відмовились надати доступ до своїх мобільних пристроїв, і їм висунули звинувачення в «участі в несанкціонованому масовому заході». Шведського фотожурналіста Пола Хансена було депортовано з Білорусі та заборонено відвідувати Білорусь протягом 5 років. Білоруська асоціація журналістів вимагала розслідування цієї справи, стверджуючи, що була порушена стаття 198 Кримінального кодексу («перешкоджання законній професійній діяльності журналіста»). 29 серпня акредитацію кількох іноземних журналістів було скасовано. Вони працювали на Радіо Свобода, Associated Press, Reuters, BBC, ARD, Radio France Internationale, Deutsche Welle та «Настоящее время».
1 вересня було затримано для перевірки їх документів шістьох журналістів газети «Комсомольська правда», вебпорталу TUT.BY та інформаційного агентства БелаПАН, які висвітлювали протестну акцію студентів у Мінську. Пізніше, їм висунули звинувачення в «участі в несанкціонованому масовому заході». Повідомлялося, що вони носили світловідбивні жилети та мали посвідчення журналіста. Їх також звинуватили в координації протестів.
15 листопада 2020 року за трансляцію мирної акції у пам'ять Романа Бондаренко з «Площі Змін» журналістки телеканалу «Белсат» Катерина Андрєєва і Дар'я Чульцова були арештовані, а в лютому 2021 року отримали по два роки позбавлення волі. Також у листопаді 2020 року у Мінську заарештовано журналістку Катерину Борисевич за свій репортаж про обставини смерті Романа Бондаренка. 2 березня 2021 року суд визнав її винною у підбурюванні до розголошення лікарської таємниці і засудив до 6 місяців колонії, а також штрафу в 100 базових величин.

### 2021
У кримінальній справі за втручання в діяльність міліції 12 березня 2021 року був заарештований Денис Івашин, журналіст «Новага Часу», який був автором циклу статей «Каго ці што абараняе Беркут у Беларусі» (укр. Кого або що захищає Беркут в Білорусі) і за день до затримання давав інтерв'ю каналу «Настоящее время», якому повідомив про результати свого журналістського розслідування.
30 травня було затримано головного редактора місцевого видання з Гродна Hrodna.life, Олексія Шота. Міліціянти приїхали до будинку журналіста мікроавтобусом із тонованим склом і заштовхали його в машину.
8 липня було обмежено доступ до опозиційного видання «Наша Ніва», також заарештовано головного редактора Єгора Мартиновича.

## Вбивства журналістів
- Олександр Чуланов, спортивний кореспондент Белтелерадіокомпанії, був знайдений мертвим (його вдарили тупим предметом) у власній квартирі в Мінську 1 березня 1994 року[54].
- Дмитро Завадський, оператор ОРТ, зник 7 липня 2000 року. Востаннє його бачили в мінському аеропорті. 14 березня 2002 року Валерій Ігнатович та Максим Малик, колишні працівники спецпідрозділу міліції, були засуджені до довічного ув'язнення за його викрадення. Родина Завадського стверджувала, що реальна відповідальність за його вбивство лежить на білоруській владі (те саме заявили двоє колишніх працівників Генеральної прокуратури, а також Державний департамент США), і що двоє засуджених є лише цапами-відбувайлами. Він був оголошений померлим 28 листопада 2003 року[55].
- Михайло Коломієць, засновник інформаційного агентства «Українські новини», був знайдений повішеним поблизу Молодечно 30 жовтня 2002 року[56].
- Вероніка Черкасова, репортерка газети «Салідарнасць», була зрізана ножем у власній квартирі в Мінську 20 жовтня 2004 року[57].
- Василь Гродніков[be-x-old], який працював у газеті «Народная Воля», був знайдений мертвим у власній квартирі в Мінську 17 жовтня 2005 року[58].
- Олег Бебенін, засновник Хартії 97, був знайдений повішеним 3 вересня 2010 року в передмісті Мінська. Хоча влада стверджувала, що це було самогубство, Комітет захисту журналістів був впевненим, що його вбили щоб помститися за його журналістську роботу[59].

## Самоцензура
Міністерство інформації лише за 2015 рік винесло попередження 34 засобам масової інформації. Оскільки ЗМІ, що отримує друге попередження протягом одного року, може бути закрите, це розглядається Білоруською асоціацією журналістів як спосіб заохочення самоцензури.
Іншим фактором, який примушує журналістів до самоцензури, є величезні суми штрафів за наклеп та виплати державним посадовцям, які можуть бути стягнені через суд.
В 2010 році Президент видав указ № 60, який «передбачає реєстрацію всіх Інтернет-ресурсів, створення чорних списків вебсайтів, доступ до яких повинен бути заблокований, та низку інших обмежувальних заходів». Навіть попри те, що цей указ не виконується повністю, після набуття ним чинності деякі популярні онлайн-ЗМІ стали більш обережними та пом'якшили свою критику на адресу уряду.

## Цензура в Інтернеті
В 2006, 2007 і 2008 роках міжнародна недержавна організація «Репортери без кордонів» присвоювала Білорусі статус «ворог Інтернету». В 2009 році її статус змінився на «інтернет під наглядом держави», де вона залишалася у 2010 та 2011. В 2012 році Білорусь знову була повернута до списку «ворогів Інтернету».
В листопаді 2010 року ініціатива «OpenNet» класифікувала інтернет-фільтрацію в Білорусі як вибіркову в політичній, соціальній та безпековій сферах.
Контроль за інтернетом є централізованим: державне підприємство «Белтелеком» володіє значною частиною інфраструктури інтернету в Білорусі. Регулювання є досить жорстким, із залученням держави до ринку телекомунікацій та ЗМІ. Більшість користувачів, які розміщують публікації в інтернет-ЗМІ, змушені певною мірою дотримуватись самоцензури, викликаної острахом від регуляторного переслідування. Президент розробив політику інформаційної безпеки та заявив про намір здійснювати суворий контроль над інтернетом під приводом захисту національної безпеки. Політичний клімат є репресивним. Опозиційні лідри та незалежні журналісти часто затримуються та переслідуються.
Закон про засоби масової ігформації, який набув чинності в лютому 2009 року, вимагає реєстрації як вітчизняних, так й іноземних, вебсайтів Міністерством інформації. Незареєстровані ресурси можуть бути заблоковані. В серпні 2010 року Генеральна прокуратура заявила про намір посилити кримінальне покарання за поширення наклепницької інформації через інтернет.
6 січня 2012 року набрав чинності закон, який вимагає, щоб усі комерційні вебсайти, які продають товари або послуги білоруським громадянам, працювали зсередини країни та під доменним іменем «.by». Крім того, ті, хто надає доступ до інтернету (включаючи інтернет-провайдерів та операторів точок доступу до Wi-Fi), повинні реєструвати всіх користувачів, а також блокувати доступ до вебсайтів з чорного списку, до якого входять сайти що поширюють порнографію або екстремістські матеріали.
Блогери та інтернет-журналісти раніше мали велику свободу, хоча їхня аудиторієя була дуже малою. Пізніше, влада почала цензурувати і їх, оскільки інтернет продовжував поширюватись, і все більше громадян отримували з нього новини.
8 серпня 2020 року сайт afn.by (Агентство фінансових новин) був заблокований Міністерством інформації з непояснених причин.
9 серпня 2020 року, під час дня голосування президентських виборів у Білорусі 2020 року та пізніше, під час масових антиурядових протестів, інтернет в Білорусі зазнав часткового блокування. За словами чиновників, причиною стала потужна DDoS-атака, але незалежні ІТ-експерти стверджували, що білоруська державна компанія-монополіст «Белтелеком» та афілійовані державні установи використовували технологію глибокої інспекції пакетів (DPI) або технологію шейпінгу.
18 травня 2021 року був заблокований «TUT.BY» і ряд його дочірніх сайтів, в тому числі дзеркала та E-mail сервіс. Разом з рейдом на офіс компанії не менш чим 18 співробітників були заарештовані в рамках заведеної кримінальної справи по несплаті порталом податків. Російський спортивний вебсайт «Sports.ru» заблокований в Білорусі з травня 2021 року.

### Судові вироки за редагування Вікіпедії
7 квітня 2022 року суд Московського району Бреста дійшов до рішення що дописувач Павло Перніков буцімто наніс тричі дискредитацію репутації Білорусі редагуваннями статей у Вікіпедії. Зокрема, у білоруську версію статті Свабода слова ў Беларусі було додано відомості про вбивства журналістки Вероніки Черкасової, де містилася нібито інформація про репресії щодо журналістики. Також ним же було внесено інформацію до Вікіпедії про список постраждалих пов'язаних з протестами в Білорусі 2020—2021 років які було жорстоко придушені військовими, запрошеними Лукашенком з Росії.

## Кібератаки
Повідомлялося про проведення перед президентськими виборами 2015 року DDoS-атак на вебсайти інформаційного агентства БелаПАН (belapan.com та naviny.by) та вебсайт TUT.BY, після того, як вони опублікували статті, в яких розповідалось про студентів яких адміністрація навчальних закладів змушувала відвідувати офіційні заходи. Білоруська асоціація журналістів висловила занепокоєння.
- В липні 2014 року вебсайт EuroBelarus повідомив про кібератаку, можливо пов'язану з їхнім висвітленням війни на сході України.
- 19 грудня 2014 року було заблоковано кілька білоруських сайтів, в тому числі БелаПАН, Naviny.by, Білоруський партизан, Хартія 97, Салідарнасць, Zautra.by, UDF.BY. Блокування тривало до 2015 року[5].

## Музична цензура
За останні кілька років багатьом білоруським музикантам та рок-групам було неофіційно заборонено з'являтися на радіо та телебаченні, анульовано ліцензії на концерти, а їхні інтерв'ю засобам масової інформації зазнали цензури. Дослідники Майя Медіч та Лемез Ловас у 2006 році повідомляли, що «незалежна музична творчість в Білорусі стає дедалі складнішою та ризикованішою», і що білоруський уряд «чинить тиск на 'неофіційних' музикантів, включаючи заборону з'являтись на державних ЗМІ та встановлення суворих обмежень на живі виступи».
Білоруська урядова політика, як правило, поділяє білоруських музикантів на провладних «офіційних» та продемократичні «неофіційних». Для багатьох музикантів були встановлені економічні перешкоди, що примушує їх до самоцензури.